# Martyrium
| Оценки критиков | Оценки критиков |
| Источник        | Оценка          |
| --------------- | --------------- |
| HM Magazine     | (favorable)     |
| Matt Morrow     | 95/100          |

Martyrium — дебютный альбом норвежской христианской блэк-метал группы Antestor, вышедший в 1994 году. Это один из самых ранних альбомов в жанре христианский экстремальный метал, выпущенных в Норвегии. Записан в 1994 году, выпущены были лишь бутлег копии альбома, и он стал «культовым» среди малочисленной публики, пока альбом не был переиздан в 2000 году под лейблом Endtime Productions.

## История записи
Тород Фуглстед, глава звукозаписывающей компании Arctic Serenade Records, находясь под впечатлением музыкального творчества группы, предложил свою студию, в которой Antestor записали свой альбом Martyrium. Возникли некоторые проблемы, и так получилось, что другой лейбл под названием Morphine Records, выпустил лишь 50 бутлег копий альбома. Однако, пленочные копии, распространились аж до пятого поколения копий и их аудитория быстро росла. Майкл Бризэк пишет в примечаниях вкладыша сборника The Defeat of Satan / Despair (2003), что, хотя первый альбом не был официально выпущен до 2000, «Martyrium законно считали культовым.»
В 2000 году Antestor начал сотрудничать со скандинавским лейблом Endtime Productions, и лейбл повторно выпустил Martyrium в течение того же самого года. Обложку поменяли на рисунок Кристиана Вохлина.

## Краткий обзор
С точки зрения музыкального стиля, Martyrium является комбинацией дэт-метала, дум-метала и блэк-метала. Игра гитары уделяет особое внимание тремоло, и иногда медленным дум-металлическим риффам; барабаны играют в диапазоне от медленного до среднего темпа. Вокал Martyr'а (Kjetil Molnes) - главным образом гуттурал, гроулинг и более высокий скриминг. Несколько песен демонстрируют элементы прогрессивного метала : «Depressed» начинается с соло рояля, сопровождаемого «ортодоксально спетой похоронной панихидой.» «Thoughts» начинается с 2-минутного соло органа, после чего начинается блэк/дэт/дум часть песни. Песня «Mercy Lord» показывает оперные, неназванные женские вокалы, цитирующие Псалом 50. «Searching» был включен в сборник Extreme Music Sampler volume 4 лейбла Cross Rhythms Music. «Mercy Lord», «Thoughts», и «Inmost Fear» были также включены в сборник Norther Lights: Norwegian Metal Compilation лейбла Rowe Production в 1996.

## Список композиций
1. «Spiritual Disease» — 6:42
2. «Materalisic Lie» — 3:13
3. «Depressed» — 6:43
4. «Thoughts» — 7:09
5. «Under the Sun» — 5:00
6. «Inmost Fear» — 5:38
7. «Searching» — 3:00
8. «Martyrium» — 2:59
9. «Mercy Lord» — 6:40